# Djabal Club d'Iconi
El Djabal Club d'Iconi és un club de futbol de la ciutat d'Iconi, Comores. Vesteix de color blau.

## Palmarès
- Lliga de Comores de futbol:[3]

2012, 2023
- Copa de Comores de futbol:[4]

2023